# Quintus Caecilius Metellus Celer
Pour les articles homonymes, voir Caecilii Metelli.
Sauf précision contraire, les dates de cet article sont sous-entendues « avant l'ère commune » (AEC), c'est-à-dire « avant Jésus-Christ ».
Quintus Caecilius Metellus Celer est un homme politique romain. Il est le fils de Quintus Caecilius Metellus Nepos, consul en 98 av. J.-C., et le frère de Quintus Caecilius Metellus Nepos.
En 66, il est légat de Pompée. Catilina et lui voulaient changer la fonction de custode (employé subalterne responsable des élections à Rome).
En 63, à l'époque de la conjuration de Catilina, il est préteur urbain. Sur ordre de Cicéron, il est envoyé en Étrurie pour s'opposer aux troupes de Catilina, et bloque Catilina dans l'Apennin.
En 62, il met Catilina en échec à Faesulae. La même année, il est gouverneur (proconsul) de la province de Gaule cisalpine, à la place de Cicéron qui a renoncé à cette province.
En 60, il est consul. Il est également augure.
Il est l'époux de Clodia, et, par son mariage, il est le beau-frère de Publius Clodius.
Son décès soudain en 59 a laissé croire à un meurtre par empoisonnement, dont sa femme aurait été l'auteur. Cette femme est, a priori, la Lesbie du poète Catulle.